# 알트슈테텐 SG역
알트슈테텐 SG역(독일어: Bahnhof Altstätten SG)은 스위스 장크트갈렌주의 알트슈테텐에 있는 기차역이다. 이 역은 쿠어-로르샤흐선의 중간 정류장이며, 지역 및 장거리 열차가 운행된다. 역은 타운 센터의 동쪽에 있다. 또 다른 역인 알트슈테텐 슈타트역은 시내 중심에 있으며, 1,000mm 미터궤 알트슈테텐–가이스선(추가 지역 서비스 포함)에 위치한다. 역은 약 1.6km 떨어져 있으며 버스로 연결된다.

## 운행편
알트슈테텐 SG에서 다음 서비스가 정차한다.
- 인터레기오 : 취리히 중앙역과 쿠어 사이를 매시간 운행.
- 장크트갈렌 S-반 :
  - S2: 네슬라우-노이 장크트요한
  - S4: 자르간스를 통한 시간별 서비스(순환 운영).